# Lei Peifan
Lei Peifan (Ankang, 31 de mayo de 2003) es un jugador de snooker chino.

## Biografía
Nació en la ciudad china de Ankang en 2003. Es jugador profesional de snooker desde 2019. No se ha proclamado campeón de ningún torneo de ranking, y su mayor logro hasta la fecha fue alcanzar los dieciseisavos de final en tres ocasiones, a saber: los del Snooker Shoot Out de 2020 (cayó derrotado ante Mei Xiwen), los del Abierto de Gibraltar de 2021 (1-4 contra Stuart Carrington) y los del Abierto de Escocia de 2021 (1-4 frente a Ben Woollaston). Tampoco ha logrado hilar ninguna tacada máxima, y la más alta de su carrera está en 138.